# RRP15
RRP15‏ (Ribosomal RNA processing 15 homolog) هوَ بروتين يُشَفر بواسطة جين RRP15 في الإنسان.

## الوظيفة
- معالجة rRNA:  الرنا الريبوسومي هو جزء أساسي من الرايبوسومات، وهي العضيات المسؤولة عن تخليق البروتين. تتطلب عملية معالجة rRNA إزالة أجزاء معينة من النسخة الأولية (pre-rRNA) لإنتاج جزيئات rRNA الناضجة.
- دور RRP15:  RRP15 هو جزء من معقد بروتيني يشارك في المراحل المبكرة من معالجة rRNA، خاصةً تلك المتعلقة بالوحدة الفرعية الكبيرة (60S) من الرايبوسوم.
- تأثير RRP15:
  - يساعد RRP15 في التعرف على الأجزاء المحددة من pre-rRNA التي يجب قصها وإزالتها.
  - نقص RRP15 يؤدي إلى تعطيل عملية معالجة rRNA، مما قد يؤثر على تكوين الرايبوسومات ونشاط تخليق البروتين.
  - في بعض أنواع السرطان، يرتبط التعبير الزائد عن RRP15 بنمو الورم وتطوره، مما يجعله هدفًا محتملًا للعلاجات المضادة للسرطان

## الأهمية السريرية
- الأهمية:  فهم دور RRP15 في معالجة rRNA يساعد في فهم الآليات الخلوية الأساسية لإنتاج الرايبوسومات وتخليق البروتين، كما يمكن أن يوفر رؤى قيمة في تطور الأمراض المرتبطة باضطرابات معالجة rRNA.